# Sphaerodes episphaerium
Sphaerodes episphaerium är en svampart som först beskrevs av W. Phillips & Plowr., och fick sitt nu gällande namn av Frederic Edward Clements 1909. Sphaerodes episphaerium ingår i släktet Sphaerodes och familjen Ceratostomataceae.   Inga underarter finns listade i Catalogue of Life.